# Katja Romeyke

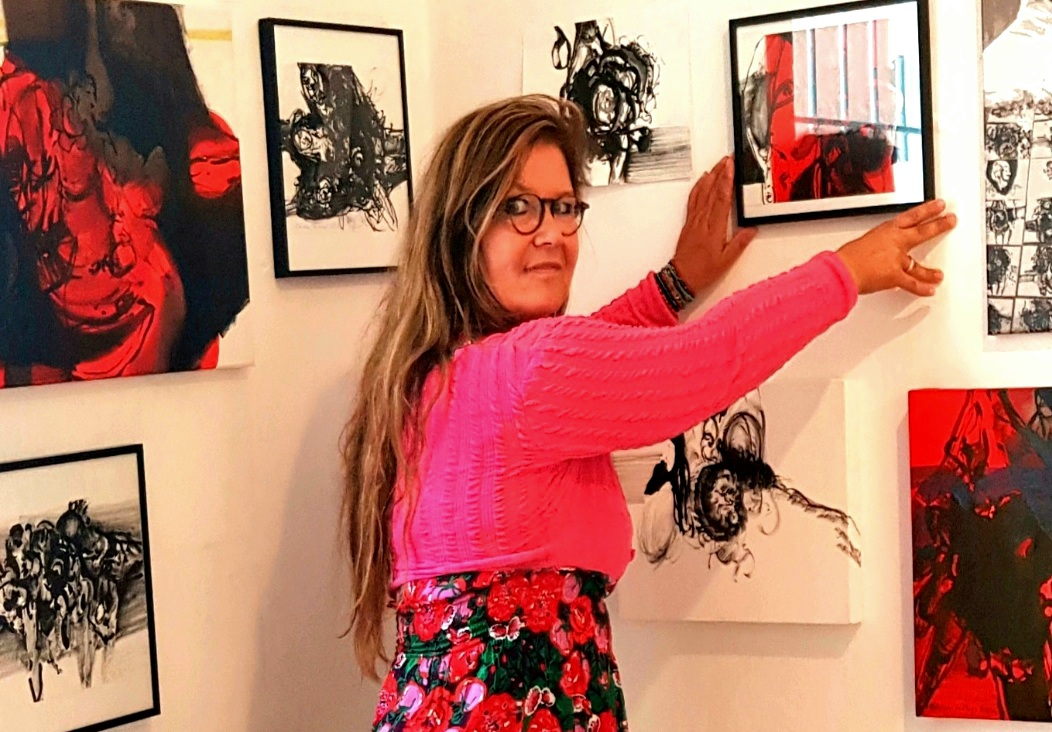
diary-project 2023

Katja Romeyke (* 1963 in Kiel) ist eine deutsche Bildende Künstlerin. Sie arbeitet seit 2005 in interdisziplinären Projekten zwischen Bildender Kunst und Musik. Bevorzugte Medien sind Musik-Simultan-Tuschezeichnungen (u. a. in Live-Performances) und Multimedia Installationen mit Foto, Video, Malerei, Objekt. In Saarbrücken entwickelte sich ihre freischaffende künstlerische Tätigkeit, in Verbindung von Kunst und Alltag, geprägt vor allem durch ihr Performance Studium.

## Werdegang
1985–1989 studierte Romeyke Grafik-Design an der Kunstschule Alsterdamm in Hamburg mit Abschluss Diplom. 1989–1993 studierte sie an der Hochschule für Künste Bremen bei Rolf Thiele. 1992 legte sie dort im Fach Freie Kunst ihr Vordiplom ab. Von 1993 studierte sie an der Hochschule der Bildenden Künste Saar bei Dietfried Gerhardus, Ulrike Rosenbach und Bodo Baumgarten. Dort schloss sie 1997 mit Diplom Freie Kunst (Performance/Malerei) ab. Parallel studierte sie 1996–1999 an der Universität des Saarlandes Kunst und Germanistik auf Lehramt. Seit 1990 nahm sie verschiedene Lehrtätigkeiten wahr, u. a. an der Hochschule für Technik und Wirtschaft des Saarlandes im Fachbereich Architektur und an der FOS-Design Mügelsbergschule, Saarbrücken. 1997 gründete sie mit Claudia Brieske in Saarbrücken das Atelier Hafenstrasse.

## Werk

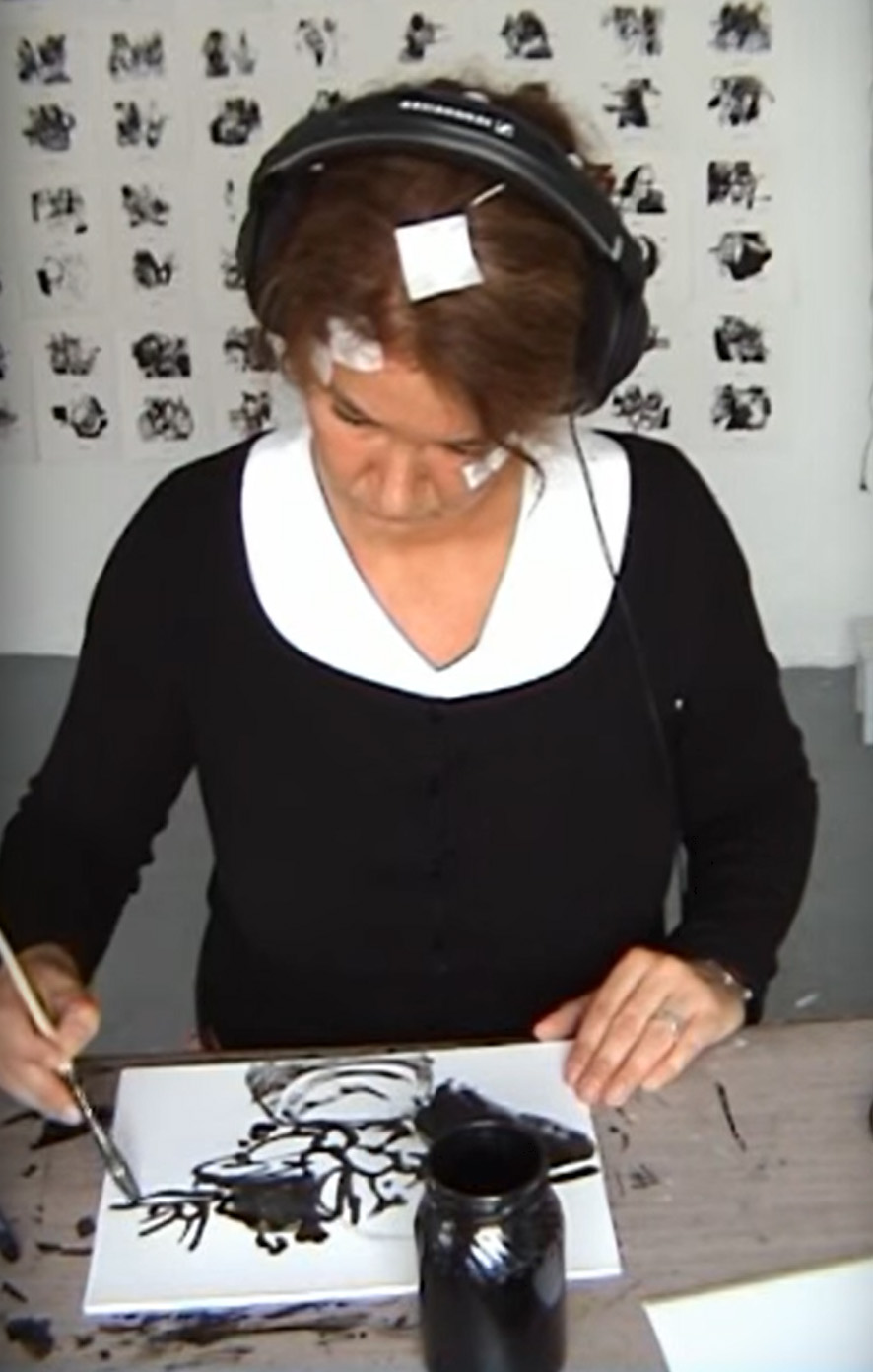
Simultanzeichnen mit EEG 2007

Katja Romeyke ist eine Grenzgängerin zwischen Kunst und Musik mit Arbeitsschwerpunkt Zeichnung. Ihre Arbeit zeigt sich in der Verbindung von visueller und akustischer Ausdrucksebene.
Schon früh zeichneten sich ihre Bilder durch eine einzigartige Handschrift aus, die es ihr ermöglichte, das Wesen bzw. den Ursprung des Zeichnens im Menschen zu ergründen. Sie entwickelte im Laufe der Jahre für sich in ihren Musik-Simultanzeichnungen (vgl. Automatismus/Écriture automatique) ein impulsiv-fließendes Verfahren, welches ihr Verständnis von Kunst/Leben auf die Aufhebung der ursprünglichen geistig-körperlichen Grenze zwischen Innen und Außen fokussierte. In der frühen Phase ihrer Musikzeichnung-Projekte ab 2005, war die Elektroenzephalografie (EEG) während des Zeichnens ein wesentlicher Bestandteil des pg-project. Die Reflexion anhand dieser Aufzeichnungen half, den Zustand der Absichtslosigkeit beim Zeichnen bewusst zu machen, weiter zu vertiefen und führte zur Erkenntnis, dass die entstehenden Zeichnungen (künstlerisch-qualitativ) die besten Ergebnisse hervorbringen, wenn der Fokus im nicht bewertenden Bewusstsein, also im open-mind-flow-Zustand liegt.
Ihre Zeichnung entsteht als Spur der Geste des Zeichenwerkzeugs (Pinsel/Stift) und getriggert durch die simultan live gehörte Musik. Es geht ihr um die Unmittelbarkeit des Ausdrucks, um das Eintauchen in den Prozess des Zeichnens, ohne Umwege und im Sinne von Vilém Flussers Gesten. Interessant ist, dass dieser Bewusstseinszustand in vielen ihrer Zeichnungen auch mehr oder weniger dingliche Aspekte sichtbar werden lässt. Seit 2005 zeichnet sie im pg- projekt das Solowerk des britischen Musikers Peter Gabriel. Es werden dabei keine Zeichnungen selektiert. Der Aspekt des qualitativen Scheiterns (ca. 5–10 %) der Zeichnungen wird von ihr dabei bewusst in Kauf genommen.
Katja Romeyke war schon während ihrer Studienzeit auf der Suche nach einem für sie gültigen, ganzheitlichen Verfahren „um das anthropologische Thema fortentwickeln zu können“ (Zitat: Dietfried Gerhardus).
Kreativität im Menschen entspringt für sie demnach im Flow-Zustand oder auch vergleichbar mit Zazen, durch das Einssein von Körper-Geist-Seele beim Zeichnen nach Musik. Ihre EEG-Aufzeichnungen haben das verifiziert.
Kunst und Leben im Alltag sind für sie inzwischen untrennbar verbunden. Ihre Philosophie lautet: „Ich zeichne, also bin ich.“ Die Zeichnung wird von ihr als Sprache und auch eine Art Notation zum gezeichneten Musikstück verstanden, zumal die kompositorischen Aspekte gleicher Musikstücke häufig ähnlichen Mustern folgen.
Die Zeichnung tritt nach der gehörten Musik in einen Dialog mit Pinselspur und Farbe.
Auch in ihrem aktuellen Projekt seit 2017, später als Multimedia Installation geplant, diaries of body spirit soul spielt die Musikzeichnung weiterhin eine zentrale Rolle. Sie zeigt den Aspekt dessen, was die Seele singt oder tanzt, während digital abstrahierte Alltagsfotografien in Röntgen-Druck-Ästhetik auf Leinwand wie Tagesstichproben vom Erleben des Körpers erzählen und Digitalcollagen sowie Multimedia Kurzfilme den Geist bzw. das ICH auf dem Lebensweg zeigen.

## Stipendien
- 1999: Stipendium Deutsch-Französischer Kulturrat, in Südfrankreich
- 2004: Atelierstipendium der Kulturstiftung St. Wendel, in der Bosener Mühle[11]
- 2006: Förderstipendiatin der Landeshauptstadt Saarbrücken[12]

## Einzelausstellungen (Auswahl)
- 1998 zwischenstücke (Einzelperformance St. Johanner Markt, Saarbrücken)
- 1997 Netzwerk (Aktion im öffentlichen Raum, Saarbrücken)
- 2000 zwischenstücke (Stengel-Pavillon Ottweiler)
- 2000 zwischenstücke (Museum Illingen/Saar)
- 2008 pg-project (Kulturfoyer Saarbrücken)[13]
- 2013 Das Ende der Zeit (Christuskirche, Saarbrücken)[14]
- 2014 zeitgleichzeit mit Ralf Peter (Theater im Viertel, Saarbrücken)[15]

## Gruppenausstellungen (Auswahl)
- 1993 accrochage (Galerie im Zwinger, St. Wendel)
- 1994 Simultanperformance (Hochschule der Bildenden Künste Saar)
- 1995 Naturale 95 (Hochschule der Bildenden Künste Saar)
- 1996 im tiefen Keller (Saarländisches Künstlerhaus, Saarbrücken), Performance murmeln und... (Galerie HFK Bremen)
- 1997 entfernt verwandt (Museum Haus Ludwig, Saarlouis), Kunstszene Saar (Museum St. Ingbert)[16]
- 1998 feierliche Häppchen (Atelier Francoisstrasse, Saarbrücken)
- 1999 where are you? (Bard College, Annandale-on-Hudson/USA), kunst im kasten (Saarländisches Künstlerhaus, Saarbrücken), das gras wachsen hören (Academie Galan, Frankreich)
- 2000 im Bleistiftgebiet (Stiftung Demokratie, Saarbrücken), Landeskunstausstellung Saar visionen 2000 (Museum Schloss Fellenberg, Merzig)[17]
- 2001 intercambio… (Casa Humbold, Havana Biennal, Kuba)
- 2002 mein aldi... (Arsenal, Metz)
- 2003 Artfair (Köln), Art Frankfurt[18]
- 2005 roro-project (Atelier Hafenstraße, Saarbrücken)
- 2006 Aktion pg-project (Musikpreis, Frankfurt)
- 2007 liegensitzengehen (K4 Forum, Saarbrücken), Aktion pg-project (Peter Gabriel, Warm Up Tour, Hamburger Stadtpark)
- 2008 Landeskunstausstellung (Saarbrücken)
- 2010 Aktion pg-project (Peter Gabriel, New Blood Tour, Bercy Arena, Paris)
- 2016 diaries… (Atelier Hafenstraße, Saarbrücken)
- 2023 Installation status quo (Atelier Hafenstraße, Saarbrücken)

## Publikationen (Auswahl)
- Naturale 95, Installationen im Aussenraum, 1995, HBK Saar
- KopfbildBrustbildKniestück, 1997, Saarländisches Künstlerhaus, ISBN 3-932294-07-6
- Kunstszene Saar, Saarländisches Ministerium für Bildung, Kultur und Wissenschaft, 1997, ISBN 3-928529-42-0
- Nullnummer, Hochschule der Bildenden Künste Saar, 1998
- Kunst im Kasten, Saarländisches Künstlerhaus, 1999, ISBN 3-932294-34-3
- Katalog, Landeszentralbank Rheinlandpfalz, 2000
- Positionen der Zeichnung im Saarland, Stiftung Demokratie Saarland, 2000, ISBN 3-933887-03-8
- Zwischenstücke, Museum Illingen, 2000, ISBN 3-9804733-5-X
- intercambio sin ser conocido – Austausch unbekannterweise, Saarländisches Künstlerhaus, 2001, ISBN 3-932294-60-2
- mein aldi, mon cora de lux, Agence Luxembourgoise d’Action Culturelle, 2002, ISBN 3-932294-84-X
- Künstler zeigen Künstler, Saarländisches Künstlerhaus 2003, ISBN 3-937046-04-6
- inzwischen, Kunst im Pavillon, Evangelische Akademie des Saarlandes, 2003, ISBN 3-923755-89-9